# Andrés Palomo del Arco
Andrés Palomo del Arco   (Salamanca, 1955) és un magistrat espanyol del Tribunal Suprem d'Espanya.
Va ingressar a la carrera judicial l'any 1981 amb un primer destí al Jutjat de primera instància i instrucció número 1 d'Almendralejo (Badajoz). L'any següent va anar a Mèrida, ja com a magistrat. El 1989 va iniciar el Jutjat Penal de Salamanca on va romandre fins al 1997, quan es va incorporar en comissió de servei a l'Audiència Provincial de Segòvia, on va ser elegit president el 1998. El 2014 va ser nomenat magistrat de la Sala segona del Tribunal Suprem d'Espanya.
Ha estat professor associat de Dret penal a la Facultat de Dret de les Universitats de Salamanca i Valladolid i professor en el Centre de formació de la Polícia Nacional d'Àvila. És autor de diverses publicacions jurídiques en materia penal, processal i de cooperació internacional.